# Championnats du monde juniors de patinage artistique 2017
Navigation
Édition précédente Édition suivante
Les Championnats du monde juniors de patinage artistique 2017 ont lieu du 15 au 19 mars 2017 à l'Arena de Taipei à Taïwan.

## Qualifications
Les patineurs sont éligibles à l'épreuve s'ils représentent une nation membre de l'Union internationale de patinage (International Skating Union en anglais) et s'ils ont atteint l'âge de 13 ans et pas encore 19 ans avant le 1er juillet 2016, sauf pour les messieurs qui participent au patinage en couple et à la danse sur glace où l'âge maximum est de 21 ans. Les fédérations nationales sélectionnent leurs patineurs en fonction de leurs propres critères, mais l'Union internationale de patinage exige un score minimum d'éléments techniques (Technical Elements Score en anglais) lors d'une compétition internationale avant les championnats du monde juniors.

### Score minimum d'éléments techniques
L'Union internationale de patinage stipule que les notes minimales doivent être obtenues lors d'une compétition internationale senior reconnue par elle-même au cours de la saison en cours ou précédente. 
| Score minimum d'éléments techniques                                                         | Score minimum d'éléments techniques | Score minimum d'éléments techniques |
| Discipline                                                                                  | Programme court                     | Programme libre                     |
| Messieurs                                                                                   | 20.00                               | 42.00                               |
| Dames                                                                                       | 20.00                               | 35.00                               |
| Couples                                                                                     | 20.00                               | 30.00                               |
| Danse sur glace                                                                             | 18.00                               | 28.00                               |
| ------------------------------------------------------------------------------------------- | ----------------------------------- | ----------------------------------- |
| Les scores des programmes courts et libres peuvent être obtenus à différentes compétitions. |                                     |                                     |

### Nombre d'inscriptions par discipline
Sur la base des résultats des championnats du monde juniors 2016, l'Union internationale de patinage autorise chaque pays à avoir de une à trois inscriptions par discipline.
| Nombre d'inscriptions                                             | Messieurs                                       | Dames                                               | Couples                          | Danse sur glace      |
| ----------------------------------------------------------------- | ----------------------------------------------- | --------------------------------------------------- | -------------------------------- | -------------------- |
| 3                                                                 | Canada Russie États-Unis                        | Japon Russie                                        | Tchéquie Russie                  | Russie États-Unis    |
| 2                                                                 | Chine France Israël Japon Lettonie Corée du Sud | Hongrie Kazakhstan Lettonie Corée du Sud États-Unis | Canada Italie Ukraine États-Unis | Canada France Italie |
| Si non répertorié ci-dessus, une seule inscription est autorisée. |                                                 |                                                     |                                  |                      |

## Podiums
| Épreuves                            | Or                                         | Argent                                  | Bronze                                   |
| ----------------------------------- | ------------------------------------------ | --------------------------------------- | ---------------------------------------- |
| Messieurs résultats détaillés       | Vincent Zhou                               | Dmitri Aliev                            | Aleksandr Samarin                        |
| Dames résultats détaillés           | Alina Zagitova                             | Marin Honda                             | Kaori Sakamoto                           |
| Couples résultats détaillés         | Ekaterina Alexandrovskaïa / Harley Windsor | Aleksandra Boikova / Dmitrii Kozlovskii | Gao Yumeng / Xie Zhong                   |
| Danse sur glace résultats détaillés | Rachel Parsons / Michael Parsons           | Alla Loboda / Pavel Drozd               | Christina Carreira / Anthony Ponomarenko |

## Tableau des médailles
| Rang  | Nation     | Or | Argent | Bronze | Total |
| ----- | ---------- | -- | ------ | ------ | ----- |
| 1     | États-Unis | 2  | 0      | 1      | 3     |
| 2     | Russie     | 1  | 3      | 1      | 5     |
| 3     | Australie  | 1  | 0      | 0      | 1     |
| 4     | Japon      | 0  | 1      | 1      | 2     |
| 5     | Chine      | 0  | 0      | 1      | 1     |
| Total | Total      | 4  | 4      | 4      | 12    |

## Détails des compétitions

### Messieurs
| Rang                                        | Nom                   | Nation         | Points | Programme court | Programme court | Programme libre | Programme libre |
| ------------------------------------------- | --------------------- | -------------- | ------ | --------------- | --------------- | --------------- | --------------- |
| 1                                           | Vincent Zhou          | États-Unis     | 258.11 | 5               | 78.87           | 1               | 179.24          |
| 2                                           | Dmitri Aliev          | Russie         | 247.31 | 1               | 83.48           | 3               | 163.83          |
| 3                                           | Aleksandr Samarin     | Russie         | 245.53 | 3               | 82.23           | 4               | 163.30          |
| 4                                           | Alexander Petrov      | Russie         | 243.47 | 4               | 81.29           | 5               | 162.18          |
| 5                                           | Cha Jun-hwan          | Corée du Sud   | 242.45 | 2               | 82.34           | 6               | 160.11          |
| 6                                           | Daniel Samohin        | Israël         | 232.63 | 16              | 67.00           | 2               | 165.63          |
| 7                                           | Kevin Aymoz           | France         | 218.63 | 6               | 77.24           | 8               | 141.39          |
| 8                                           | Alexei Krasnozhon     | États-Unis     | 211.47 | 8               | 76.50           | 10              | 134.97          |
| 9                                           | Kazuki Tomono         | Japon          | 211.28 | 14              | 68.12           | 7               | 143.16          |
| 10                                          | Yaroslav Paniot       | Ukraine        | 208.57 | 10              | 72.03           | 9               | 136.54          |
| 11                                          | Matteo Rizzo          | Italie         | 197.47 | 13              | 68.53           | 11              | 128.94          |
| 12                                          | Nicolas Nadeau        | Canada         | 196.63 | 7               | 77.20           | 15              | 119.43          |
| 13                                          | Conrad Orzel          | Canada         | 194.41 | 18              | 66.21           | 12              | 128.20          |
| 14                                          | Koshiro Shimada       | Japon          | 194.10 | 12              | 68.77           | 13              | 125.33          |
| 15                                          | Graham Newberry       | Royaume-Uni    | 191.78 | 11              | 70.80           | 14              | 120.98          |
| 16                                          | Lee Si-hyeong         | Corée du Sud   | 186.67 | 15              | 67.51           | 16              | 119.16          |
| 17                                          | Roman Sadovsky        | Canada         | 186.53 | 9               | 76.27           | 23              | 110.26          |
| 18                                          | Chih-I Tsao           | Taipei chinois | 181.89 | 20              | 63.17           | 17              | 118.72          |
| 19                                          | Sondre Oddvoll Bøe    | Norvège        | 178.98 | 19              | 66.16           | 18              | 112.82          |
| 20                                          | Daniel Albert Naurits | Estonie        | 178.48 | 17              | 66.44           | 20              | 112.04          |
| 21                                          | Li Tangxu             | Chine          | 173.08 | 21              | 62.08           | 22              | 111.00          |
| 22                                          | Mark Gorodnitsky      | Israël         | 170.59 | 22              | 59.27           | 21              | 111.32          |
| 23                                          | Petr Kotlařík         | Tchéquie       | 168.79 | 24              | 56.66           | 19              | 112.13          |
| 24                                          | Thomas Stoll          | Allemagne      | 153.68 | 23              | 57.10           | 24              | 96.58           |
| Patineurs éliminés après le programme court |                       |                |        |                 |                 |                 |                 |
| 25                                          | Andrew Torgashev      | États-Unis     |        | 25              | 55.42           | NC              | NC              |
| 26                                          | Başar Oktar           | Turquie        |        | 26              | 54.17           | NC              | NC              |
| 27                                          | Donovan Carrillo      | Mexique        |        | 27              | 53.92           | NC              | NC              |
| 28                                          | Li Yuheng             | Chine          |        | 28              | 53.76           | NC              | NC              |
| 29                                          | James Min             | Australie      |        | 29              | 53.72           | NC              | NC              |
| 30                                          | Luc Economides        | France         |        | 30              | 53.52           | NC              | NC              |
| 31                                          | Nikolaj Majorov       | Suède          |        | 31              | 52.42           | NC              | NC              |
| 32                                          | Artur Panikhin        | Kazakhstan     |        | 32              | 51.72           | NC              | NC              |
| 33                                          | Yakau Zenko           | Biélorussie    |        | 33              | 50.92           | NC              | NC              |
| 34                                          | Nurullah Sahaka       | Suisse         |        | 34              | 50.58           | NC              | NC              |
| 35                                          | Irakli Maysuradze     | Géorgie        |        | 35              | 48.66           | NC              | NC              |
| 36                                          | Jakub Kršňák          | Slovaquie      |        | 36              | 48.60           | NC              | NC              |
| 37                                          | Ivo Gatovski          | Bulgarie       |        | 37              | 48.05           | NC              | NC              |
| 38                                          | Aleix Gabara          | Espagne        |        | 38              | 47.82           | NC              | NC              |
| 39                                          | Gļebs Basins          | Lettonie       |        | 39              | 45.70           | NC              | NC              |
| 40                                          | Ryszard Gurtler       | Pologne        |        | 40              | 45.41           | NC              | NC              |
| 41                                          | Alexander Borovoj     | Hongrie        |        | 41              | 45.41           | NC              | NC              |
| 42                                          | Kai Xiang Chew        | Malaisie       |        | 42              | 44.23           | NC              | NC              |
| 43                                          | Davide Lewton-Brain   | Monaco         |        | 43              | 44.14           | NC              | NC              |
| 44                                          | Benjam Papp           | Finlande       |        | 44              | 43.51           | NC              | NC              |
| 45                                          | Matthew Samuels       | Afrique du Sud |        | 45              | 41.68           | NC              | NC              |

### Dames

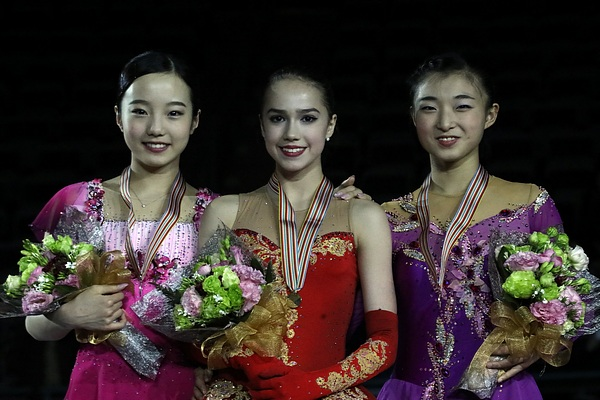
Podium des Dames

| Rang                                          | Nom                       | Nation         | Points | Programme court | Programme court | Programme libre | Programme libre |
| --------------------------------------------- | ------------------------- | -------------- | ------ | --------------- | --------------- | --------------- | --------------- |
| 1                                             | Alina Zagitova            | Russie         | 208.60 | 1               | 70.58           | 1               | 138.02          |
| 2                                             | Marin Honda               | Japon          | 201.61 | 2               | 68.35           | 2               | 133.26          |
| 3                                             | Kaori Sakamoto            | Japon          | 195.54 | 3               | 67.78           | 3               | 127.76          |
| 4                                             | Lim Eun-soo               | Corée du Sud   | 180.81 | 4               | 64.78           | 4               | 116.03          |
| 5                                             | Yuna Shiraiwa             | Japon          | 174.38 | 5               | 62.96           | 5               | 111.42          |
| 6                                             | Stanislava Konstantinova  | Russie         | 162.84 | 6               | 58.90           | 6               | 103.94          |
| 7                                             | Bradie Tennell            | États-Unis     | 161.36 | 7               | 57.47           | 7               | 103.89          |
| 8                                             | Lea Johanna Dastich       | Allemagne      | 157.11 | 13              | 53.95           | 8               | 103.16          |
| 9                                             | Yi Christy Leung          | Hong Kong      | 156.26 | 8               | 56.01           | 10              | 100.25          |
| 10                                            | Polina Tsurskaya          | Russie         | 155.91 | 11              | 54.30           | 9               | 101.61          |
| 11                                            | Li Xiangning              | Chine          | 151.03 | 12              | 54.24           | 11              | 96.79           |
| 12                                            | Starr Andrews             | États-Unis     | 149.05 | 9               | 55.83           | 12              | 93.22           |
| 13                                            | Anita Östlund             | Suède          | 144.57 | 15              | 52.18           | 13              | 92.39           |
| 14                                            | Viveca Lindfors           | Finlande       | 143.53 | 10              | 55.50           | 15              | 88.03           |
| 15                                            | Kristen Spours            | Royaume-Uni    | 139.34 | 16              | 49.83           | 14              | 89.51           |
| 16                                            | Michaela Lucie Hanzlíková | Tchéquie       | 134.48 | 21              | 48.10           | 16              | 86.38           |
| 17                                            | Sarah Tamura              | Canada         | 130.40 | 19              | 49.57           | 18              | 80.83           |
| 18                                            | Elisabetta Leccardi       | Italie         | 129.33 | 14              | 52.62           | 21              | 76.71           |
| 19                                            | Andrea Montesinos Cantu   | Mexique        | 128.55 | 24              | 44.66           | 17              | 83.89           |
| 20                                            | An So-hyun                | Corée du Sud   | 126.82 | 17              | 49.75           | 20              | 77.07           |
| 21                                            | Amy Lin                   | Taipei chinois | 125.91 | 18              | 49.59           | 22              | 76.32           |
| 22                                            | Güzide Irmak Bayır        | Turquie        | 123.23 | 22              | 45.40           | 19              | 77.83           |
| 23                                            | Holly Harris              | Australie      | 123.11 | 20              | 48.24           | 24              | 74.87           |
| 24                                            | Valentina Matos           | Espagne        | 120.41 | 23              | 45.40           | 23              | 75.01           |
| Patineuses éliminées après le programme court |                           |                |        |                 |                 |                 |                 |
| 25                                            | Alexandra Feigin          | Bulgarie       |        | 25              | 44.45           | NC              | NC              |
| 26                                            | Anastasia Hozhva          | Ukraine        |        | 26              | 44.21           | NC              | NC              |
| 27                                            | Paige Conners             | Israël         |        | 27              | 43.45           | NC              | NC              |
| 28                                            | Kristina Škuleta-Gromova  | Estonie        |        | 28              | 42.70           | NC              | NC              |
| 29                                            | Yoonmi Lehmann            | Suisse         |        | 29              | 41.97           | NC              | NC              |
| 30                                            | Diāna Ņikitina            | Lettonie       |        | 30              | 39.39           | NC              | NC              |
| 31                                            | Aiza Mambekova            | Kazakhstan     |        | 31              | 39.38           | NC              | NC              |
| 32                                            | Fruzsina Medgyesi         | Hongrie        |        | 32              | 39.15           | NC              | NC              |
| 33                                            | Amanda Stan               | Roumanie       |        | 33              | 38.29           | NC              | NC              |
| 34                                            | Chloe Ing                 | Singapour      |        | 34              | 38.22           | NC              | NC              |
| 35                                            | Julie Frötscher           | France         |        | 35              | 38.20           | NC              | NC              |
| 36                                            | Morgan Flood              | Azerbaïdjan    |        | 36              | 36.47           | NC              | NC              |
| 37                                            | Hanna Paroshyna           | Biélorussie    |        | 37              | 36.44           | NC              | NC              |
| 38                                            | Elžbieta Kropa            | Lituanie       |        | 38              | 35.14           | NC              | NC              |
| 39                                            | Hana Cvijanović           | Croatie        |        | 39              | 34.22           | NC              | NC              |
| 40                                            | Alisa Stomakhina          | Autriche       |        | 40              | 32.95           | NC              | NC              |
| 41                                            | Daria Jakab               | Hongrie        |        | 41              | 32.34           | NC              | NC              |
| 42                                            | Alexandra Hagarová        | Slovaquie      |        | 42              | 32.26           | NC              | NC              |
| 43                                            | Juni Marie Benjaminsen    | Norvège        |        | 43              | 31.83           | NC              | NC              |
| 44                                            | Nina Polšak               | Slovénie       |        | 44              | 29.95           | NC              | NC              |
| Forfait                                       | Leona Rogić               | Serbie         |        | NC              | NC              | NC              | NC              |

### Couples
| Rang | Nom                                        | Nation       | Points | Programme court | Programme court | Programme libre | Programme libre |
| ---- | ------------------------------------------ | ------------ | ------ | --------------- | --------------- | --------------- | --------------- |
| 1    | Ekaterina Alexandrovskaïa / Harley Windsor | Australie    | 163.98 | 3               | 59.82           | 2               | 104.16          |
| 2    | Aleksandra Boikova / Dmitrii Kozlovskii    | Russie       | 161.93 | 1               | 61.27           | 4               | 100.66          |
| 3    | Gao Yumeng / Xie Zhong                     | Chine        | 161.09 | 2               | 59.97           | 3               | 101.12          |
| 4    | Amina Atakhanova / Ilia Spiridonov         | Russie       | 157.76 | 8               | 50.20           | 1               | 107.56          |
| 5    | Evelyn Walsh / Trennt Michaud              | Canada       | 150.74 | 6               | 51.93           | 5               | 98.81           |
| 6    | Alina Ustimkina / Nikita Volodin           | Russie       | 145.69 | 4               | 54.63           | 6               | 91.06           |
| 7    | Chelsea Liu / Brian Johnson                | États-Unis   | 138.95 | 5               | 53.32           | 8               | 85.63           |
| 8    | Kim Su-yeon / Kim Hyung-tae                | Corée du Sud | 135.29 | 9               | 49.20           | 7               | 86.09           |
| 9    | Lori-Ann Matte / Thierry Ferland           | Canada       | 128.29 | 7               | 50.78           | 12              | 77.51           |
| 10   | Nica Digerness / Danny Neudecker           | États-Unis   | 127.49 | 13              | 44.06           | 9               | 83.43           |
| 11   | Hailey Esther Kops / Artem Tsoglin         | Israël       | 126.06 | 12              | 45.80           | 10              | 80.26           |
| 12   | Talisa Thomalla / Robert Kunkel            | Allemagne    | 124.94 | 10              | 47.30           | 11              | 77.64           |
| 13   | Riku Miura / Shoya Ichihashi               | Japon        | 120.19 | 11              | 46.90           | 13              | 73.29           |
| 14   | Cléo Hamon / Denys Strekalin               | France       | 114.68 | 14              | 43.28           | 14              | 71.40           |
| 15   | Irma Caldara / Edoardo Caputo              | Italie       | 109.89 | 15              | 42.29           | 15              | 67.60           |
| 16   | Alexanne Bouillon / Tòn Cónsul             | Espagne      | 105.59 | 16              | 40.07           | 16              | 65.52           |

### Danse sur glace
| Rang                                            | Nom                                            | Nation      | Points | Danse courte | Danse courte | Danse libre | Danse libre |
| ----------------------------------------------- | ---------------------------------------------- | ----------- | ------ | ------------ | ------------ | ----------- | ----------- |
| 1                                               | Rachel Parsons / Michael Parsons               | États-Unis  | 164.83 | 2            | 67.29        | 1           | 97.54       |
| 2                                               | Alla Loboda / Pavel Drozd                      | Russie      | 164.37 | 1            | 67.59        | 2           | 96.78       |
| 3                                               | Christina Carreira / Anthony Ponomarenko       | États-Unis  | 154.68 | 6            | 60.53        | 3           | 94.15       |
| 4                                               | Anastasia Shpilevaya / Grigory Smirnov         | Russie      | 152.66 | 4            | 63.26        | 4           | 89.40       |
| 5                                               | Anastasia Skoptsova / Kirill Aleshin           | Russie      | 152.53 | 3            | 63.38        | 5           | 89.15       |
| 6                                               | Marjorie Lajoie / Zachary Lagha                | Canada      | 148.26 | 5            | 60.79        | 7           | 87.47       |
| 7                                               | Lorraine McNamara / Quinn Carpenter            | États-Unis  | 148.11 | 7            | 60.30        | 6           | 87.81       |
| 8                                               | Angélique Abachkina / Louis Thauron            | France      | 140.61 | 9            | 54.92        | 8           | 85.69       |
| 9                                               | Nicole Kuzmichová / Alexandr Sinicyn           | Tchéquie    | 134.17 | 10           | 53.93        | 9           | 80.24       |
| 10                                              | Ria Schwendinger / Valentin Wunderlich         | Allemagne   | 131.77 | 13           | 51.90        | 10          | 79.87       |
| 11                                              | Natacha Lagouge / Corentin Rahier              | France      | 130.08 | 8            | 55.41        | 11          | 74.67       |
| 12                                              | Daria Popova / Volodymyr Byelikov              | Ukraine     | 126.88 | 11           | 52.47        | 12          | 74.41       |
| 13                                              | Rikako Fukase / Aru Tateno                     | Japon       | 124.03 | 15           | 50.44        | 13          | 73.59       |
| 14                                              | Ashlynne Stairs / Lee Royer                    | Canada      | 122.54 | 12           | 52.26        | 15          | 70.28       |
| 15                                              | Sasha Fear / Elliot Verburg                    | Royaume-Uni | 121.40 | 17           | 49.19        | 14          | 72.21       |
| 16                                              | Emiliya Kalehanova / Uladzislau Palkhouski     | Biélorussie | 118.81 | 14           | 50.75        | 16          | 68.06       |
| 17                                              | Guostė Damulevičiūtė / Deividas Kizala         | Lituanie    | 111.19 | 16           | 50.18        | 17          | 61.01       |
| 18                                              | Eva Khachaturian / Georgy Reviya               | Géorgie     | 105.91 | 18           | 45.69        | 18          | 60.22       |
| 19                                              | Monica Lindfors / Juho Pirinen                 | Finlande    | 102.66 | 20           | 44.62        | 19          | 58.04       |
| 20                                              | Hanna Jakucs / Daniel Illes                    | Hongrie     | 101.63 | 19           | 45.61        | 20          | 56.02       |
| Couples de danse éliminés après la danse courte |                                                |             |        |              |              |             |             |
| 21                                              | Viktoria Semenjuk / Artur Gruzdev              | Estonie     |        | 21           | 44.51        | NC          | NC          |
| 22                                              | Hannah Grace Cook / Temirlan Yerzhanov         | Kazakhstan  |        | 22           | 42.94        | NC          | NC          |
| 23                                              | Guo Yuzhu / Zhao Pengkun                       | Chine       |        | 23           | 42.20        | NC          | NC          |
| 24                                              | Flora Mühlmeyer / Pietro Papetti               | Italie      |        | 24           | 41.24        | NC          | NC          |
| 25                                              | Matilda Friend / William Badaoui               | Australie   |        | 25           | 40.24        | NC          | NC          |
| 26                                              | Shira Ichilov / Vadim Davidovich               | Israël      |        | 26           | 39.34        | NC          | NC          |
| 27                                              | Malene Niquita-Basquin / Jaime García          | Espagne     |        | 27           | 38.49        | NC          | NC          |
| 28                                              | Elizaveta Orlova / Stephano Valentino Schuster | Autriche    |        | 28           | 38.14        | NC          | NC          |
| 29                                              | Olexandra Borysova / Cezary Zawadzki           | Pologne     |        | 29           | 37.68        | NC          | NC          |
| 30                                              | Wing Yi Valeria So / Marcus Yau                | Hong Kong   |        | 30           | 35.31        | NC          | NC          |
| 31                                              | Yana Bozhilova / Kaloyan Georgiev              | Bulgarie    |        | 31           | 34.29        | NC          | NC          |